# 125th Street (IRT/métro de New York)
Ne doit pas être confondu avec 125th Street (IND/métro de New York).
Pour les articles homonymes, voir 125th Street.
125th Street est une station souterraine express du métro de New York située dans le quartier de East Harlem, dans le nord de Manhattan. Elle est située sur l'une des lignes (au sens de tronçons du réseau) les plus fréquentées, l'IRT Lexington Avenue Line (métros verts) issue du réseau de l'ancienne Interborough Rapid Transit Company (IRT). Sur la base des chiffres 2012, la station était la 32e plus fréquentée du réseau.
Au total, tous les services de l'IRT Lexington Avenue Line y circulent:
- Les métros 4 et 6 y transitent 24/7
- Les métros 5 y fonctionne tout le temps sauf la nuit (late nights)
- La desserte <6> y passe en semaine durant les heures de pointe jusqu'à 20h45 dans la direction la plus encombrée.

Dans la station se trouvent plusieurs mosaïques de Valerie Maynard, formant l’ensemble Polyrhythmics of Consciousness and Light.

Polyrhythmics of Consciousness and Light
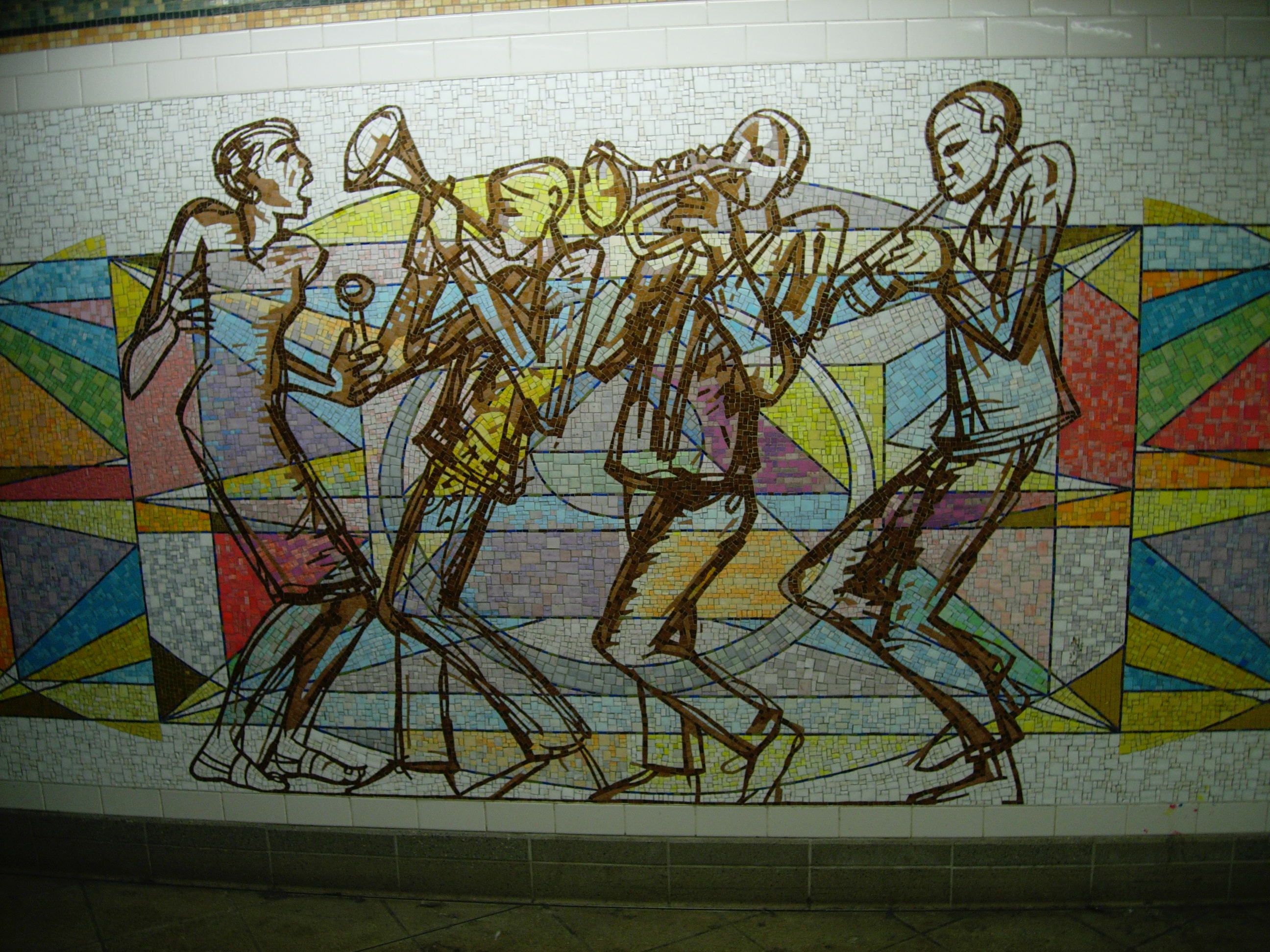
Mosaïque représentant des musiciens de jazz.
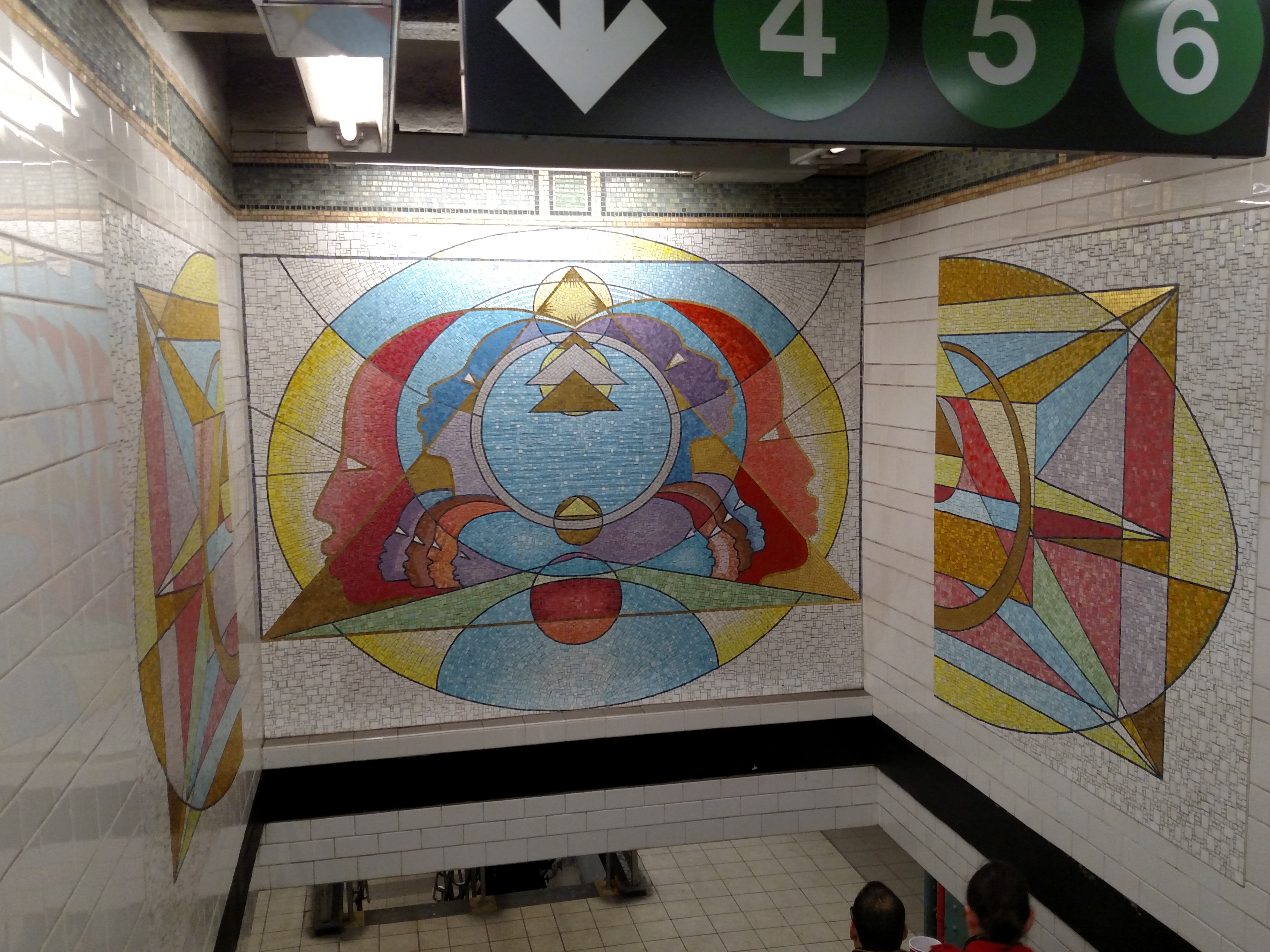
Mosaïque dans une cage d’escalier.